# 渡辺白泉
渡辺 白泉（わたなべ はくせん、1913年3月24日 - 1969年1月30日）は、東京出身の俳人。本名威徳（たけのり）。
昭和初期の新興俳句運動において無季派（超季派）の俳人として活躍。「戦争が廊下の奥に立つてゐた」など、戦争の本質を鋭く突いた「銃後俳句」と呼ばれる無季俳句が特に知られる。

## 経歴
東京市赤坂区青山（現・港区）生。本籍地は山梨県で、父は同地の地主の息子であったが青山で呉服店を営んでいた。白泉は長男で一人っ子だった。青南尋常小学校、慶應義塾普通部を経て、1936年に慶應義塾大学経済学部を卒業。
16歳のとき正岡子規の『子規俳話』を読んで俳句に興味を持つ。大学時代の1933年、水原秋桜子の『俳句の本質』に啓発されて「馬酔木」に投句、翌年より「句と評論」にも投句。後者で頭角を現し、実作のほか無季俳句論など評論でも活躍、新興俳句の新鋭として認知される。
大学卒業後は三省堂に勤務。「句と評論」の句会を通じて西東三鬼と親交を結ぶ。1937年、「句と評論」を辞し、小沢青柚子らとともに「風」を創刊。かねてより傾倒していた高屋窓秋を同人に迎えたが、翌年同誌は「広場」に合流、白泉は11月号までで運営委員を辞す。1939年、三鬼の斡旋で「京大俳句」会員となる。同年結婚、翌年に長女が生まれたが早産で間もなく死亡した（その後1942年に長男が生まれている）。1940年、新興俳句系の俳誌「天香」創刊に加わり責任編集者の一人となるが、同年「京大俳句」を中心に起こった弾圧事件（新興俳句弾圧事件）に連座、執筆活動停止を命じられ起訴猶予となる。
以後、戦中は阿部青鞋、三橋敏雄らとともに、年来進めていた古俳諧の研究に没頭し、水面下で句作。石田波郷の「鶴」に変名で投句したりもしていた。1944年応召、横須賀海兵団に入団。復員後はあまり俳壇とは関わらず、岡山、三島、沼津で中学・高校の教員として勤めた。1969年1月29日、通勤中に脳溢血の発作で倒れ翌日に逝去。
生前句集を出していなかったが、ほどなく職場沼津市立沼津高等学校の重要書類用ロッカーより自筆の句稿本が発見され、門人であった三橋敏雄らの尽力で『渡辺白泉句集』（1975年）、『渡辺白泉全句集』（1984年）が刊行された。

## 作品
- 街燈は夜霧にぬれるためにある
- 鶏（とり）たちにカンナは見えぬかもしれぬ
- 戦争が廊下の奥に立つてゐた
- 銃後といふ不思議な町を丘で見た
- 玉音を理解せし者前に出よ

などが代表句。新興俳句運動の流れの中、先達の高屋窓秋や篠原鳳作に傾倒しつつ無季俳句の可能性を追求。評論「季語の作用と無季俳句」（『句と評論』1934年9月号）では古来の伝統俳句にまで遡って季語の作用を分析、無季俳句を「季感を有せず、季語を有する」句と「季感を有せず、季語を有せざる」句の二種とし、季語の有無によらない超季派としての認識を明らかにしている。仁平勝は、窓秋、鳳作や富澤赤黄男といった無季派の俳句が近代詩のレトリックに近づいたのに対して、白泉の句は題詠の方法を季語以外の題に適用することで成っていると論じている。
戦中は鋭いアイロニーを持つ銃後俳句によって戦争の本質に肉薄したが、その前後に戦火想望俳句の「支那事変群作」（1938年）や、応召後に従軍体験を詠んだ作品も残している。また検挙後は古俳諧を学んだ経験から、「檜葉の根に赤き日のさす冬至哉」のように季題の情緒を生かした作品も作った。

## 関連文献
- 中村裕 『疾走する俳句―白泉句集を読む』 春陽堂書店、2012年